# Hard Fought Hallelujah
A Hard Fought Hallelujah Brandon Lake amerikai kortárs keresztény énekes dala. A dal 2024. november 8-án jelent meg a Provident gondozásában. A dalt Lake, Steven Furtick, Benjamin Hastings, Rodrick Simmons, Jelly Roll és Chris Brown szerezte. A dal producere Micah Nichols.
2024. december 6-án megjelent egy "heavyweight kiadás", amely a dal öt további verzióját tartalmazta. A Jelly Roll-lal közös remix 2025. február 7-én jelent meg.  
2025 júniusában a dal platinalemez minősítést kapott az Amerikai Hanglemezipari Szövetségtől.
A Hard Fought Hallelujah eddig már 6,83 millió megtekintést ért el eddig, megdöntve Lake saját rekordját, amelyet a That's Who I Praise című dallal állított fel.

## Számlista
| #  | Cím                    | Szerző(k)                                                                            | Producer      | Hossz |
| -- | ---------------------- | ------------------------------------------------------------------------------------ | ------------- | ----- |
| 1. | Hard Fought Hallelujah | Brandon Lake Steven Furtick Benjamin Hastings Jelly Roll Chris Brown Rodrick Simmons | Micah Nichols | 5:16  |

| 1. | Hard Fought Hallelujah                | 5:16 |
| 2. | Hard Fougth Hallelujah (élő)          | 5:43 |
| 3. | Hard Fought Hallelujah (akusztikus)   | 5:10 |
| 4. | Hard Fought Hallelujah (eredeti demó) | 5:11 |
| 5. | Hard Fought Hallelujah (rádió)        | 4:16 |
| 6. | Hard Fought Hallelujah (hangszeres)   | 5:16 |

## Minősítés
| Ország                           | Minősítés |
| -------------------------------- | --------- |
| Amerikai Egyesült Államok (RIAA) | Platina   |

## Fordítás
Ez a szócikk részben vagy egészben  a   Hard Fought Hallelujah című angol Wikipédia-szócikk fordításán alapul.  Az eredeti cikk szerkesztőit annak laptörténete sorolja fel. Ez a jelzés csupán a megfogalmazás eredetét és a szerzői jogokat jelzi, nem szolgál a cikkben szereplő információk forrásmegjelöléseként.